# William Booth
General William Booth (10. april 1829 – 20. august 1912) var en engelsk vækkelsesprædikant, der i 1865 sammen med sin kone, Catherine Booth, dannede Frelsens Hær i London.